# 小西湾

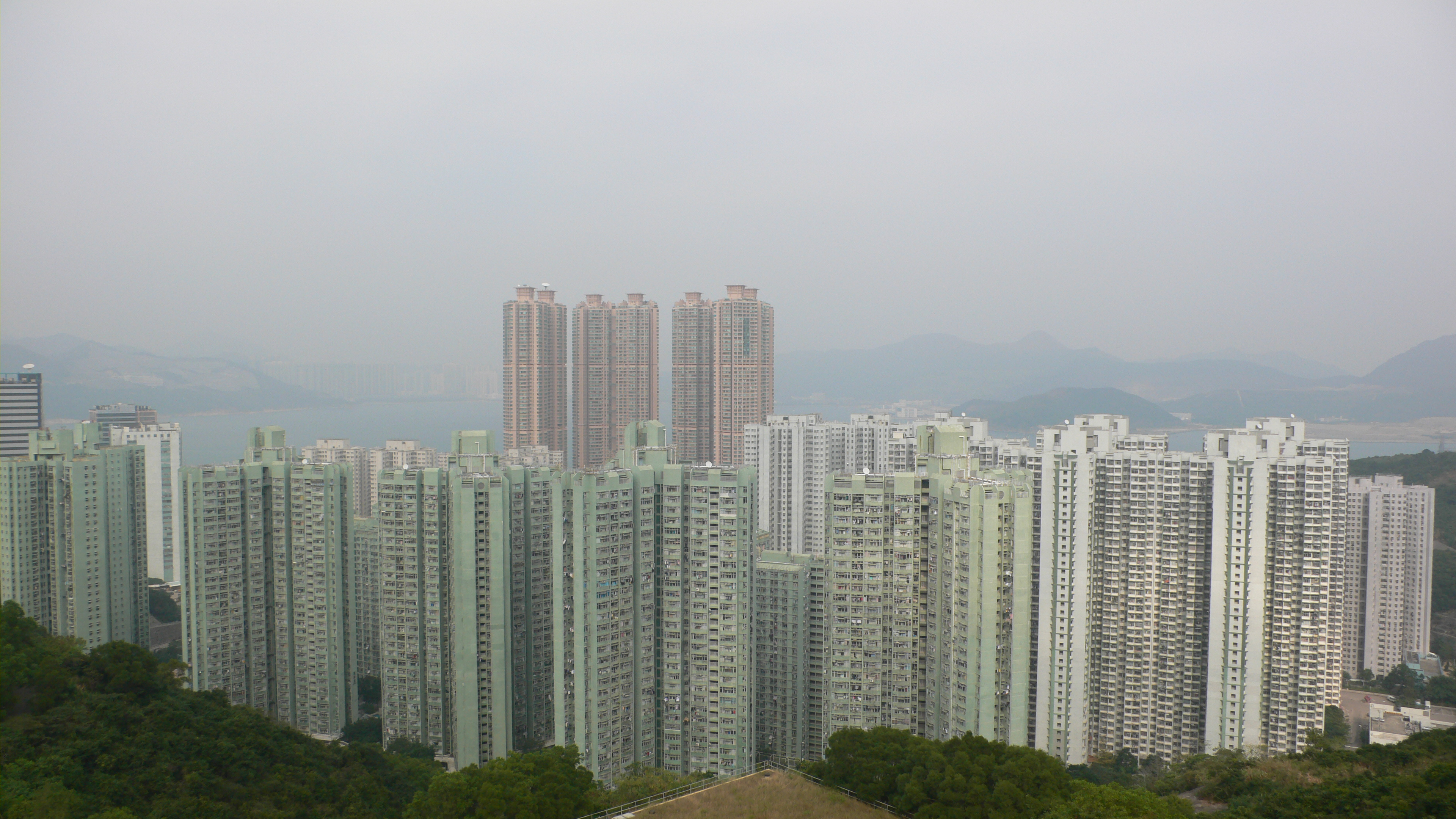
小西湾

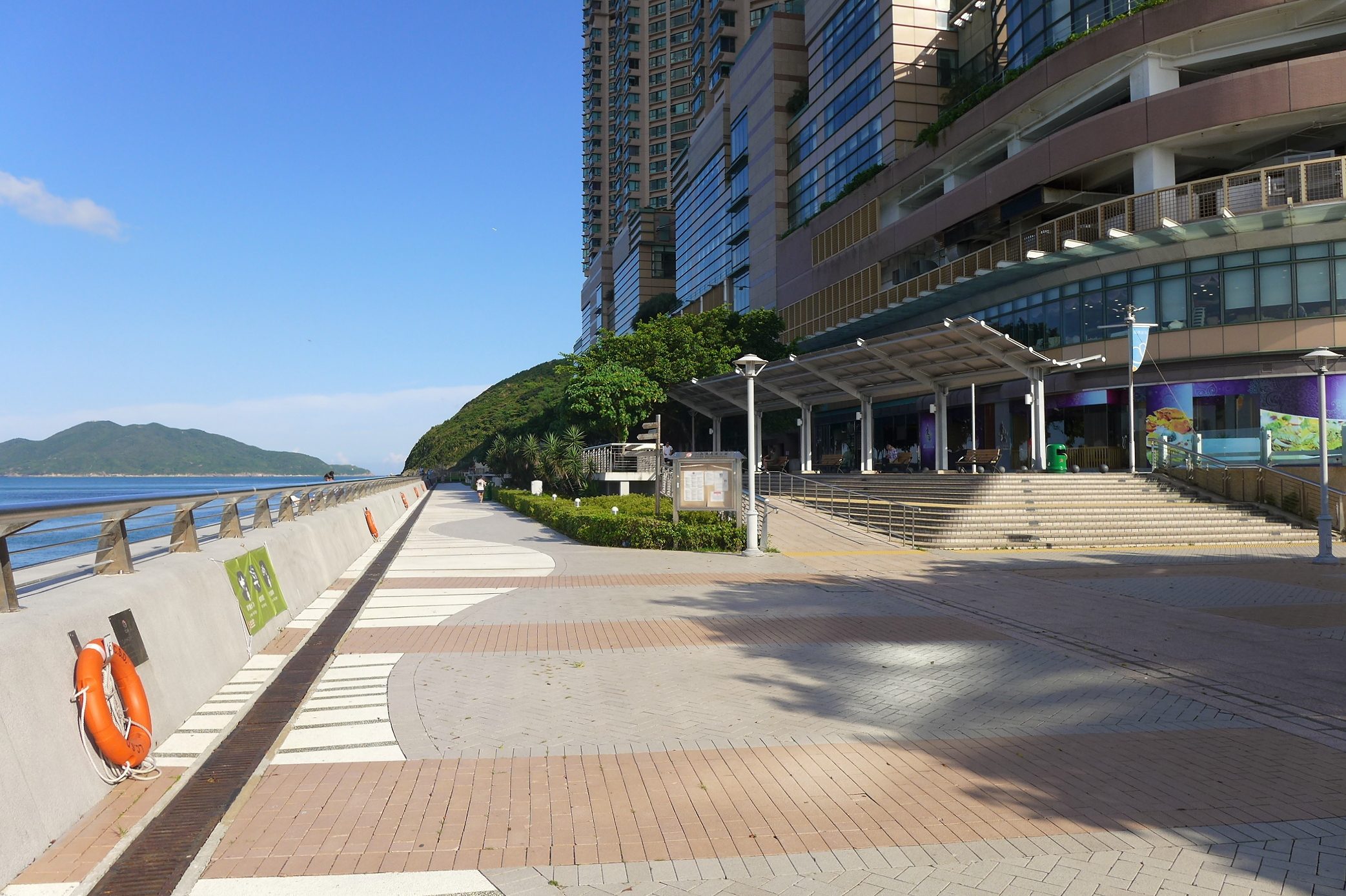
小西湾海浜花園

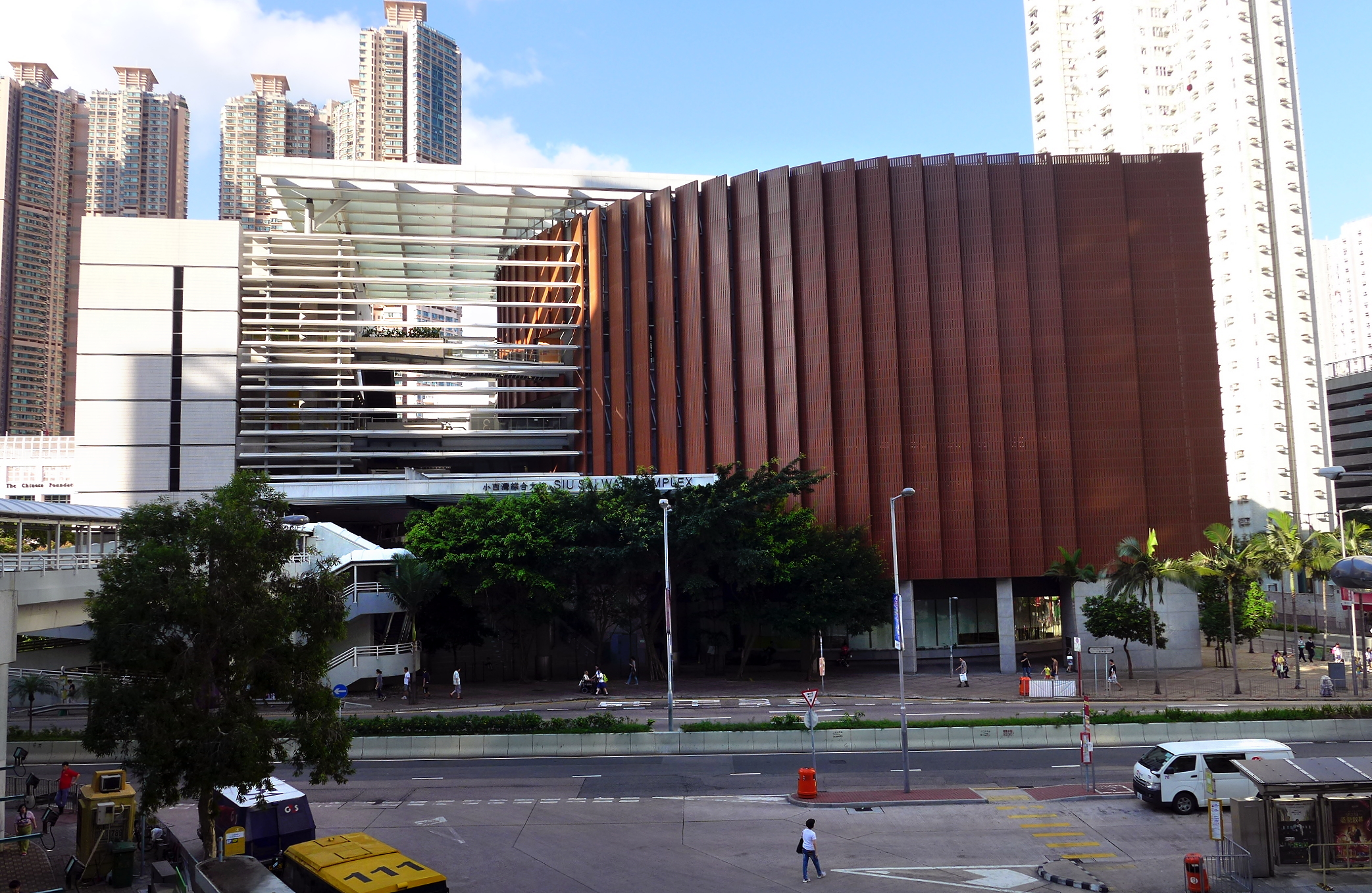
小西湾総合大楼

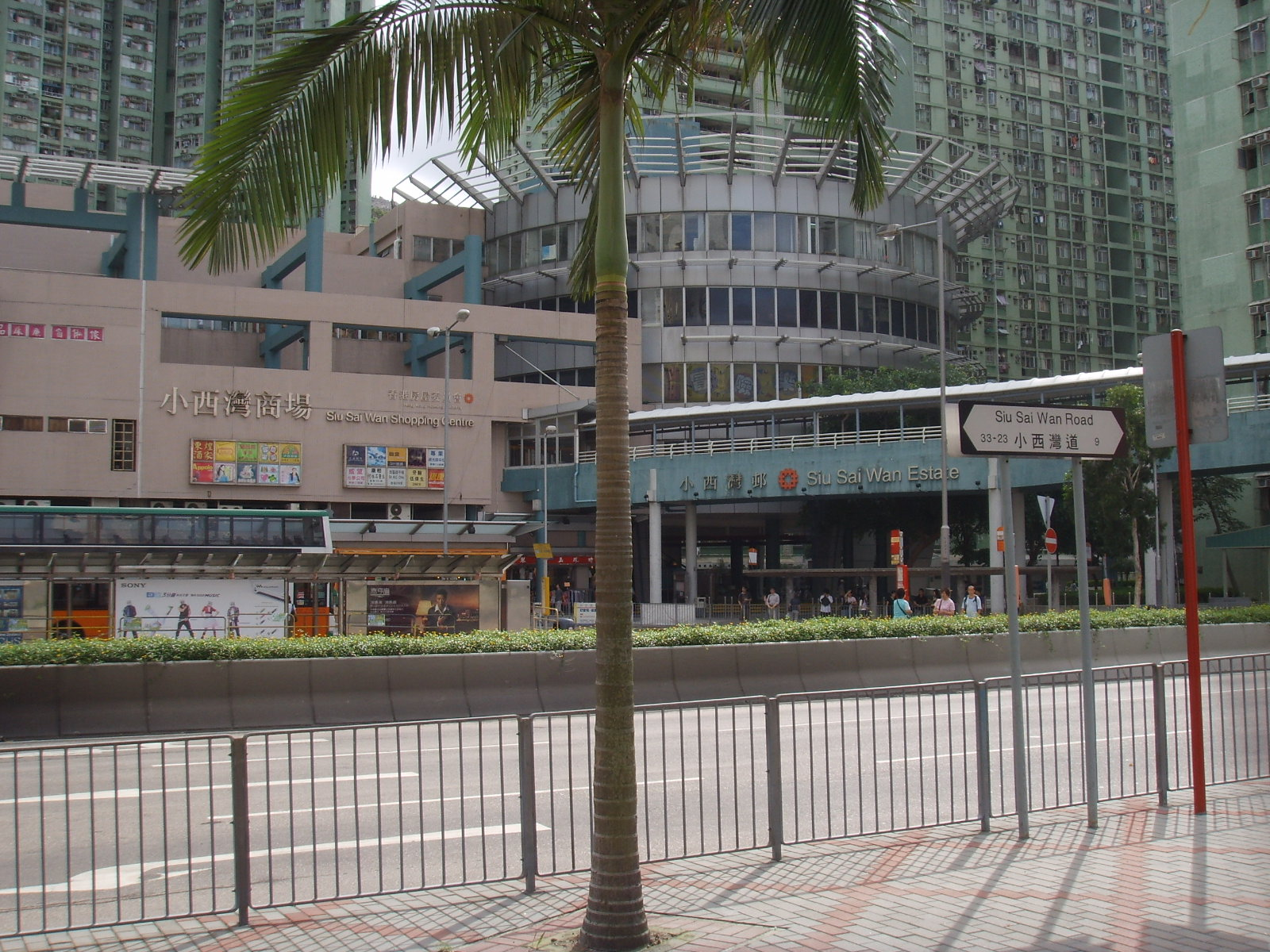
バスターミナル（左）

小西湾（しょうさいわん、広東語：小西灣、読み：シウサイワン、英語：Siu Sai Wan）は、香港島北東部の住宅地区である。

## 概要
香港島の東端に位置する高層住宅群である。香港18区では、東区に属する。
香港島では、比較的後から開けたニュータウン地区で、香港MTRの柴湾駅開業をきっかけに発展した。ただし、小西湾へ行く直接の鉄道交通はなく、バスとタクシーの交通のみである。ただし、小西湾を代表する住宅地藍湾半島を起終点とするバスの系統数、本数共に多く、小西湾は、香港島有数のバス交通の発達した地域である。空港発着の香港島方面路線バスの、起終点のひとつとして、ここ小西湾が指定されている。また、休日のみ、西貢半島へのレジャー客向けの臨時交通として、小西湾（藍湾半島）から、西貢半島の奥にある黄石埠頭までの直通2階建てバスが運行している。
政府の団地と、民間の団地「藍湾半島」が混在した地区で、観光要素の少ない香港のローカルの街である。